# ضفدع الشلال الهيمالاوي
ضفدع الشلال الهيمالاوي (الاسم العلمي:Amolops himalayanus) هو نوع من الحيوانات يتبع جنس ضفدع الشلال من فصيلة الضفادع الحقيقية.